# Anna Sofia de Dinamarca
Anna Sofia de Dinamarca (danès: Anna Sophie af Danmark)  (Flensburg, 1 de setembre de 1647 - Castell de Lichtenburg, 1 de juliol de 1717) fou electora consort de Saxònia.

## Biografia
Era la filla gran del rei Frederic III. de Dinamarca i Noruega (1609–1670) i la seva dona Sophie Amalie (1628–1685), filla del duc Jordi de Brunswick i Lüneburg-Calenberg. Va rebre una bona educació. A més de la seva llengua, el danès, sabia alemany, llatí, francès, castellà i italià. Es descriu físicament com amb celles gruixudes i fosques i un nas llarg i corbat. Durant la seva infància, ella i les seves germanes van ser educades sota la supervisió de la institutriu reial Helena von Westphalen. El 1663, se li va donar la seva pròpia cort sota Enevold Parsberg.  El pare d'Anna Sofia va morir el 9 de febrer de 1670 i va ser succeït com a rei pel seu germà gran, Cristià, amb qui va mantenir una correspondència molt activa i tractar qüestions de política danesa.
Per naturalesa, Anna Sophie era molt reservada i tenia un caràcter una mica complicat. Li encantava una vida aïllada lluny de la cort, però també gaudia d'un sofisticat intercanvi d'idees en conversa o per carta. Tenia un nivell educatiu molt alt i parlava alemany, danès, italià, francès, espanyol i llatí. Anna Sophia era bona amb els diners i va acumular una fortuna privada considerable. Adherint-se al luteranisme ortodox, era tan flexible religiosament que més tard es va obrir a nous moviments religiosos, com el pietisme, fundat per Philipp Jacob Spener . Tot això la va convertir en una persona de respecte, fins i tot pel seu marit i després pels seus fills.
El 1662, es van iniciar les negociacions sobre el seu matrimoni, i es va reunir amb John Georg, que va visitar la cort danesa amb la seva mare. El 1663, es va celebrar una celebració al castell de Copenhaguen en honor del compromís de la princesa de quinze anys amb Joan Jordi III, elector de Saxònia. John Georg i la seva mare van tornar a visitar Dinamarca en persona per ser-hi presents. Anna Sophie i John George es van casar tres anys més tard, el 9 d'octubre de 1666. El rei polonès Joan III Sobieski va dir més tard del seu marit: "[Ell] és un home honest amb un cor recte"

## Matrimoni
La relació entre Anna Sophie i John Georg no es descriu com a feliç. El seu marit també va tenir un fill il·legítim de la seva amant oficial, una cantant d'òpera veneciana anomenada Margarita Salicola, i podria haver tingut una filla, Magdalena Sibylla de Neidschutz, amb Ursula Margarethe de Haugwitz. Els seus dos fills van ser criats inicialment per dames de companyia daneses enviades a Dresden per la seva mare. La relació entre Anna Sophie i els seus dos fills es descriu com una mica tensa.
El pare d'Anna Sophie va morir el 9 de febrer de 1670 i el va succeir el seu germà gran, Christian V, amb qui va mantenir una correspondència molt activa i va discutir qüestions polítiques. Va visitar Dinamarca aquell any i va expressar la seva simpatia per la empresonada Leonora Christina Ulfeldt, la seva mitja tia.
El 1680, Anna Sophie es va convertir en electressa de Saxònia. La seva germana vídua Wilhelmina Ernestine, vídua electressa palatina, va venir a viure amb ella a Saxònia el 1685. Anna Sophie va prometre el seu fill gran amb la seva neboda, la princesa Sofia Hedwig de Dinamarca contra la voluntat de la cort saxona; tanmateix, quan el seu fill va succeir al seu pare com a elector el 1691, va trencar el compromís.
El 9 d'octubre de 1666 es va casar amb l'elector Johann Georg III. de Saxònia (1647–1691). El matrimoni va produir dos fills:
- Joan Jordi IV (1668–1694), elector de Saxònia
- August el Fort (1670–1733), elector de Saxònia i rei de Polònia.

Anna Sophie va mantenir una certa distància amb el seu marit, que només estava interessat en l'exèrcit. Això també va existir amb el seu fill Joan Jordi, que tenia un caràcter molt complicat, i després de la conversió d'August al catolicisme i la seva elecció com a rei de Polònia el 1697, també amb ell. Per castigar la seva dona Christiane Eberhardine, que continuava sent luterana, August havia donat el seu fill Friedrich August a la seva mare perquè el criés. Juntes, Anna Sophie i Christiane Eberhardine, que es portaven bé, van intentar mantenir el nen en el luteranisme, però finalment van fracassar perquè el 1712 també es va convertir.

## Electrissa vídua
El seu marit va morir el 1692 a Tübingen d'una malaltia epidèmica, probablement de còlera o la pesta,  i va ser enterrat a la catedral de Freiberg. A l'any següent, com ja ho havia intentat abans el seu marit, Anna Sofia va intentar posar fi a la relació amorosa que el seu fill gran, llavors elector Joan Jordi, mantenia amb Magdalena Sibil·la de Neidschutz, amb qui havia estat vivint obertament des de la mort del seu pare. Hi havia el temor que l'amant de Joan Jordi fos una filla del seu pare, fruit de la relació extramatrimonial que mantingué amb Úrsula Margarida de Haugwitz.
Així, Anna Sofia va obligar el seu fill a casar-se amb Elionor Erdmuda de Saxònia-Eisenach, però el matrimoni va resultar un fracàs, ja que Joan Jordi no només va abandonar-la, deixant-la a la residència oficial del príncep elector per estar amb la seva amant a un altre palau, sinó que fins i tot va intentar assassinar-la, per poder-se casar amb Magdalena Sibil·la. Joan Jordi i Magdalena Sibi·la van morir el 1694 de la verola, havent deixat un una filla, Maria Frederica de Rochlitz.
La nora d'Anna Sophie no va poder produir un hereu, patint dos avortaments involuntaris, l'agost de 1692 i el febrer de 1693. El juny de 1693, l'amant del seu fill va donar a llum una filla, Wilhelmina Maria Frederica . Menys d'un any després Billa va contreure la verola i va morir el 4 d'abril de 1694, en braços de l'elector. El mateix Johann Georg va morir 23 dies després de la mateixa malaltia, i va ser enterrat a la catedral de Freiberg . En morir sense descendència legítima, el va succeir el seu germà, que es va fer càrrec de la tutela de l'orfe de Frederica. Va ser criada a la cort reial i va ser reconeguda com la neboda de Frederick August.
Després que el seu fill fos elegit rei de Polònia i convertit al catolicisme el 1697, ella, així com la seva nora, la reina Christiane Eberhardine, van gaudir d'una immensa popularitat a Saxònia com a símbol de la fe protestant i de la protecció contra la Polònia catòlica, que els protestants temien que imposaria una contrareforma.
Anna Sophie va criar el seu net Friedrich August, nascut el 17 d'octubre de 1696, l'únic fill del seu segon fill i de la seva dona separada i autoexiliada, Christiane Eberhardine de Brandenburg-Bayreuth . El nen un dia succeiria al seu pare com a August III de Polònia. Anna Sophie i la seva nora es portaven bé, ambdues dones coincidint especialment en qüestions de religió, i Eberhardine visitava sovint el seu fill.
En els seus darrers anys, Anna Sophie va viure amb la seva germana Wilhelmina Ernestine al castell de Lichtenburg. Va morir a Prettin.

## Família
La filla gran del rei Frederic III de Dinamarca (1609-1670) i Sofia Amàlia de Brunsvic-Lüneburg (1628-1685), Anna Sofia era germana del rei Cristià V de Dinamarca, de la reina consort de Suècia Ulrica Elionor de Dinamarca, i del rei consort de la Gran Bretanya el príncep Jordi de Dinamarca, així com la mare del rei de Polònia August II.
El 9 d'octubre de 1666 es va casar a Copenhaguen amb Joan Jordi III de Saxònia (1647-1691), fill del duc Joan Jordi II (1613-1680) i de Magdalena Sibil·la de Brandenburg-Bayreuth (1612-1687).